# Vebbestrup Sogn
Vebbestrup Sogn er et sogn i Hadsund Provsti (Aalborg Stift).
I 1800-tallet var Vebbestrup Sogn anneks til Rold Sogn. Begge sogne hørte til Hindsted Herred i Ålborg Amt. Rold-Vebbestrup sognekommune blev ved kommunalreformen i 1970 indlemmet i Arden Kommune, der ved strukturreformen i 2007 indgik i Mariagerfjord Kommune.
I Vebbestrup Sogn ligger Vebbestrup Kirke.
I sognet findes følgende autoriserede stednavne:
- Fragdrup (bebyggelse, ejerlav)
- Gandrup (bebyggelse, ejerlav)
- Hvarre Hede (bebyggelse)
- Hvarre Huse (bebyggelse)
- Hvarre Mark (bebyggelse)
- Høndrup (bebyggelse, ejerlav)
- Høndrup Udflyttere (bebyggelse)
- Høndrupsø (bebyggelse)
- Kistvad (bebyggelse)
- Nørre True (bebyggelse)
- Stokholm (bebyggelse, ejerlav)
- Tinghøj (areal)
- True (bebyggelse, ejerlav)
- Vebbestrup (bebyggelse, ejerlav)
- Vester Doense (bebyggelse, ejerlav)
- Øster Doense (bebyggelse, ejerlav)